# Арвие
Арвиѐ (на италиански и на френски: Arvier, на местен диалект: Arvë, Арве, от 1939 до 1946 г. Arviè, Арвие) е село и община в Северна Италия, автономен регион Вале д'Аоста. Разположено е на 776 m надморска височина. Населението на общината е 898 души (към 2012 г.).